# Estação Diagonal Norte
A Estação Diagonal Norte é uma das estações do Metro de Buenos Aires, situada em Buenos Aires, entre a Estação Lavalle e a Estação Avenida de Mayo. Faz parte da Linha C e faz integração com a Linha B através da Estação Carlos Pellegrini e com a Linha D através da Estação 9 de Julio.
Foi inaugurada em 09 de novembro de 1934. Localiza-se no cruzamento da Avenida Presidente Roque Sáenz Peña com a Rua Sarmiento. Atende o bairro de San Nicolás.